# Ruševica
Ruševica – wieś w Chorwacji, w żupanii karlowackiej, w gminie Cetingrad. W 2011 roku liczyła 57 mieszkańców.